# 531 v.Chr.
Het jaar 531 v.Chr. is een jaartal volgens de christelijke jaartelling.

## Gebeurtenissen

### India
- Siddhartha Gautama behaalt het Nirvana en wordt Gautama Boeddha (kroniek van het boeddhisme).

### China
- Ling, de vorst van Cai wordt gedood en Cai wordt door Chu ingelijfd.[1]

## Overleden
- Laozi (604 v.Chr. - 531 v.Chr.), Chinees filosoof en schrijver (73)